# Hydrobaenus martini
Hydrobaenus martini är en tvåvingeart som beskrevs av Ole Anton Saether 1976. Hydrobaenus martini ingår i släktet Hydrobaenus och familjen fjädermyggor. Arten är reproducerande i Sverige. Inga underarter finns listade i Catalogue of Life.